# 崇德孔庙
崇德孔庙位于中国浙江省嘉兴桐乡市崇福镇（原崇德县城）中山公园内，为崇德县学文庙（清康熙元年至民国三年（1662-1914）曾改名石门县），始建于北宋元丰八年（1085），原在运河西，南宋绍兴年间迁至运河东，元至正二十一年（1361）又迁至万岁桥东现址。历史上屡建屡毁，现存建筑大部分建于清同治年间。民国二十二年（1933）县长毛皋坤以孔庙及明代息几园遗址为基础辟建中山公园。
文庙布局原前庙后学，清同治十一年（1872）知县余丽元新建明伦堂于大成殿东北，并将原明伦堂改为崇圣祠，遂成左学右庙格局。至清光绪时，中轴线上依次为泮池、棂星门、大成门、大成殿（前有东西庑）和崇圣祠，其后为桂山及魁星阁，东路依次为儒学门和明伦堂，西路为训导署（其后原教谕署已毁）（图），今尚存泮池、清同治四年（1865）所建棂星门与大成殿以及清咸丰三年（1853）所建的文璧巽塔，近年重建大成门和东西庑。现状大成门面阔三间，歇山顶，大成殿面阔五间，歇山顶，其东西墙内分别嵌有明弘治八年（1495）《崇德县修建学庙记》和隆庆二年（1568）《重修崇德县儒学记》各一通。1992年大成殿因崇德东路扩建被整体南移40.25米、东移1米，2005年重修，2006年竣工并对外开放。